# Johan Paul van Limburg Stirum

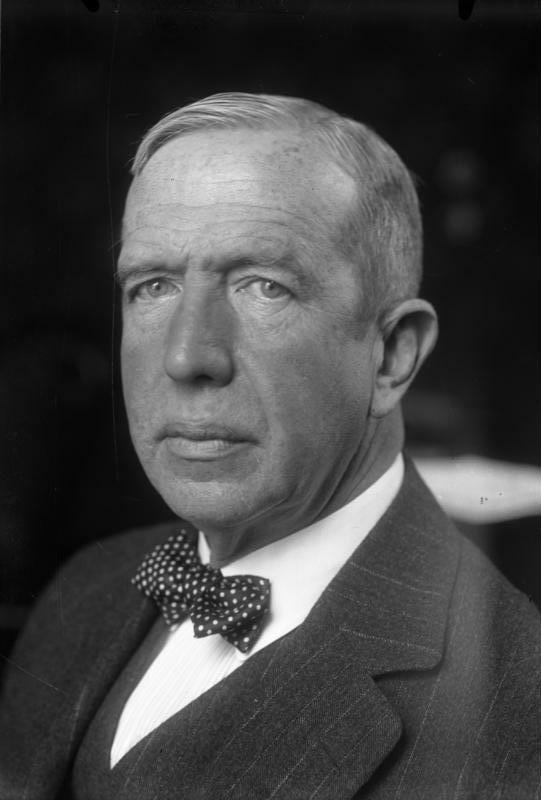
Johan Paul van Limburg Stirum

Johan Paul van Limburg Stirum (im deutschen Sprachraum bekannt als John Graf von Limburg-Stirum; * 2. Februar 1873 in Zwolle; † 17. April 1948 in Den Haag) war ein niederländischer Diplomat. Er wurde vor allem bekannt als niederländischer Gesandter in Berlin von 1925 bis 1936 und als niederländischer Gesandter in London von 1936 bis 1939.

## Leben und Wirken
John Graf von Limburg-Stirum studierte an der Universität Leiden. Sein Studium beendete er 1895 mit einer Dissertation zum Thema Iets over de volkenrechtelijke interventie.
Als junger Mann trat Limburg-Stirum in den diplomatischen Dienst des niederländischen Staates ein.
Seine diplomatische Karriere führte Limburg-Stirum bereits während des Ersten Weltkrieges ins Deutsche Reich. Erich Ludendorff, in der zweiten Hälfte des Krieges de facto deutscher Militärdiktator, der den Niederländer 1917 kennenlernte, charakterisierte ihn später als einen „kenntnisreichen und gewandten Mann von warmer vaterländischer Gesinnung“.
Nach dem Ersten Weltkrieg amtierte Limburg-Stirum unter anderem als Generalgouverneur von Niederländisch-Indien. Ab 1925 kehrte er als niederländischer Gesandter für Deutschland nach Berlin zurück. Die Funktion des Gesandten übte er bis 1936 aus. In diesem Amt führte er eine gute Zusammenarbeit mit seinem Freund aus gemeinsamen Jugendzeiten, dem niederländischen Außenminister, Andries Cornelis Dirk de Graeff. Dem Nationalsozialismus stand Limburg-Stirum ablehnend gegenüber. Nach Angaben seines Neffen Fritz Günther von Tschirschky „hasste er die Nazis und Hitler persönlich wie wohl kein anderer Diplomat der damaligen Zeit“ und weigerte er sich bis zu seinem Ausscheiden als niederländischer Vertreter in Berlin, Politiker der NSDAP in den Räumen seiner Gesandtschaft zu empfangen.
1936 wurde Limburg-Stirum von seinem Posten in Berlin abberufen und stattdessen in gleicher Funktion nach London geschickt, wo er bis zu seiner Pensionierung 1939 tätig blieb.

## Ehe und Familie
Limburg-Stirum war verheiratet mit Catharina Maria („Nini“) geb. Jonkvrouwe Rolina van Sminia. Zwei deutsche Neffen Limburg-Stirums waren der Offizier Bernhard von Tschirschky sowie der schlesische Gutsbesitzer und Diplomat Fritz Günther von Tschirschky.

## Schriften
- Indië's staatkundige ontwikkeling, 1925.
- Die Niederlande als Kolonialmacht, 1927.